# Olesya Rulin
Olesya Rulin (sinh ngày 17 tháng 3 năm 1986 tại Moskva, Liên Xô - nay là Liên bang Nga) là một nữ diễn viên người Mỹ gốc Nga. Cô tham gia rất nhiều bộ phim và nổi tiếng với vai nhạc sĩ Kelsi Nielsen trong loạt phim High School Musical.

## Tiểu sử
Olesya Rulin sinh ra tại một làng nhỏ nghèo khó nằm ở phía bắc thủ đô Moskva với tên gọi "Likhoslavl". Năm 8 tuổi, Oleysia nhập cư sang Mỹ để sống cùng với cha cô, người đã nhập cư sang Mỹ hai năm trước đó. Đầu tiên, họ sống ở tiểu bang Texas nhưng sau đó chuyển đến sống tại Utah. Olesya có thể sử dụng thành thạo tiếng Nga. Cô đồng thời còn là một vũ công ballet.
Năm 12 tuổi, Olesya Rulin tham gia cuộc thi tìm kiếm người mẫu và được sự ủng hộ của mẹ cô. Cô đã giành chiến thắng và được đại diện bởi bốn hãng người mẫu khác nhau.
Trước khi tham gia diễn xuất, Olesya còn làm việc với vai trò hộ lý trong một năm và ở một số cửa hàng thời trang.
Sau khi quay xong bộ phim High School Musical 2, cô đang học ngành kinh tế tại Paris.

## Sự nghiệp
Olesya Rulin rất nổi tiếng với vai cô nhạc sĩ bé nhỏ Kelsi Nielsen trong bộ phim High School Musical. Ngoài ra, cô còn tham gia những bộ phim khác như Halloweentown High, The Poof Point, Hounded, tham gia chương trình tivi Everwood và các bộ phim truyện như Forever Strong, Mobsters and Mormons, The Dance.
Trong High School Musical 2, Olesya có nhiều đất diễn hơn với một đoạn hát solo bài You Are The Music In Me và bài hát Work This Out. Cô cũng sẽ đóng phim High School Musical 3 vào năm 2008.

## Các phim đã tham gia
| Năm  | Tên phim                      | Vai diễn               | Ghi chú                           |
| ---- | ----------------------------- | ---------------------- | --------------------------------- |
| 2001 | The Poof Point                | Annie                  | phim truyền hình (Disney Channel) |
| 2001 | Hounded                       | Girl #1                |                                   |
| 2002 | Touched by an Angel           | High School Student    | 1 tập                             |
| 2004 | Everwood                      | The Drunk Girl         | 1 tập                             |
| 2004 | Halloweentown High            | Natalie the Pink Troll | phim truyền hình (Disney Channel) |
| 2005 | Urban Legends: Bloody Mary    | Mindy #2               | DVD                               |
| 2005 | Mobsters and Mormons          | Julie Jaymes           | vai chính                         |
| 2006 | High School Musical           | Kelsi Nielsen          | phim truyền hình (Disney Channel) |
| 2006 | Vampire Chicks with Chainsaws | Sariah                 | DVD                               |
| 2007 | American Pastime              | Cathy Reyes            | vai chính                         |
| 2007 | The Dance                     | Britney                |                                   |
| 2007 | High School Musical 2         | Kelsi Nielsen          | phim truyền hình (Disney Channel) |
| 2008 | Major Movie Star              | Petrovich              | vai chính                         |
| 2008 | Forever Strong                | TBA                    |                                   |
| 2008 | High School Musical 3         | Kelsi Nielsen          |                                   |
| 2009 | Flying By                     | Ellie                  |                                   |